# ТБ (паровоз)
ТБ (тяжёлый, завода Балдвин) — опытный советский паровоз типа 1-5-1 с повышенной нагрузкой (23 тс) от движущих осей на рельсы. Был выпущен в количестве 5 штук в 1930—1931 гг. в США заводом Baldwin по заказу НКПС.

## История

### Предпосылки к появлению
К 1930-м годам в связи с ростом промышленного оборота Советского Союза на железных дорогах возникла острая необходимость повысить провозную способность путём повышения скоростей и особенно весов поездов. Однако паровозы серий Э, которые в то время составляли основу грузового локомотивного парка страны, со сцепной массой в 80 т уже не могли этого обеспечить. Требовались более сильные и мощные паровозы.
Разными группами специалистов предлагались разные пути решения данной задачи. Так к примеру одни предлагали для увеличения сцепного веса увеличить число движущих колёсных пар до 7—8, при сохранении осевой нагрузки в пределах 20 тс, что позволяло не проводить усиление железнодорожного пути. Однако в этом случае сильно возрастала длина локомотива, что требовало удлинения зданий депо и поворотных кругов, а также затрудняло вписывание локомотива в кривые. Позднее работы в этом на правлении вылились в создание сочленённого паровоза системы Гарратт серии Я с 8-ю движущими осями и паровоза АА, который был единственным в мире паровозом с 7-ю движущими осями в одной жёсткой раме.
В то же время были специалисты, которые предлагали другой путь решения. Они предлагали при сохранении пяти движущих колёсных пар увеличить сцепной вес за счёт увеличения осевой нагрузки с 20 до 23 тс, а впоследствии до 27. Предполагалось что данные паровозы можно будет эксплуатировать на рельсах IIа (вес 1 погонного метра 38,4 кг), лишь заменив песчаный балласт гравием или щебнем, а также увеличив число шпал на 1 км пути. При этом специалисты указывали на опыт американских железных дорог, где эксплуатировались паровозы у которых нагрузка от движущих осей на рельсы достигала 32 тс.

### Проектирование и изготовление паровозов
Уже в начале попытки реализации проекта, конструкторы столкнулись со сложной задачей — ни один из советских паровозостроительных заводов не имел опыта проектирования и постройки паровозов с осевыми нагрузками свыше 18 тс. Предварительные расчёты показывали, что создать листовую раму (применялась на всех предыдущих паровозах советской постройки), которая способна будет выдержать такие нагрузки является практически невыполнимой задачей. Требовался переход на рамы брусковой конструкции, которые получили широкое распространение на американских паровозах, но в Советском Союзе опыт их постройки отсутствовал. Тогда было принято решение заказать партию опытных локомотивов у американских фирм, а после их испытаний начать постройку аналогов в СССР (схожая ситуация позже повториться с электровозами С и СС, а также с тепловозами ДА и ТЭ1). В 1930 году НКПС заказал американским фирмам ALCO (см. паровоз ТА) и Baldwin (Балдвин) по 5 паровозов с нагрузкой от движущих осей на рельсы по 23 тс. В октябре 1931 года заказанные паровозы, которым присвоили обозначение серии ТБ и номера № 10005—10009 прибыли в Ленинград на Пролетарский паровозоремонтный завод.

## Конструкция паровозов
Паровоз имел раму брускового типа с толщиной полотен 140 мм и выполненную из ванадиевой стали. Движущие колёса имели диаметр 1520 мм, а их центры были выполнены спицевыми. На тендерах были установлены бустеры. Также на тендерах были установлены механические углеподатчики системы «Стандарт Би-Кэй».
Топка паровозов была радиального типа, причём на 4 паровозах были дополнительно установлены термосифоны и циркуляционные трубы. Котёл был оборудован мелкотрубным двухоборотным пароперегревателем Элеско-Е.
Конструкционная скорость паровозов составляла 85 км/ч.

## Судьба паровозов
В 1931 году паровозы поступили на Сталинскую железную дорогу. В ходе испытаний паровозы развивали силу тяги 24 000 — 25 000 кгс (а с включённым бустером — до 30 000 кгс). Однако вскоре выяснилось, что из-за высоких осевых нагрузок (на 12 % выше допустимого) данные паровозы быстро расстраивали магистральные пути на которых были уложены тяжёлые (по советским меркам) рельсы типа IIа. В результате паровозы, проработав некоторое время, были отстранены от поездной службы. На начало 1956 года они ещё числились в локомотивном парке.